# Khuổi Ky
Das Dorf Khuổi Ky liegt in der Kommune Đàm Thủy, im Trùng Khánh Distrikt, in der Provinz Cao Bằng, in Vietnam. Es liegt ungefähr 2 Kilometer entfernt von den berühmten Bản-Giốc-Detian-Wasserfällen. Durch das Dorf fließt ein kleiner Fluss. In der Region gibt es viele Kastanienbäume und Reisfelder. Das Dorf ist umgeben von Karstbergen.
Das Dorf ist aufgrund seiner Steinhäuser einzigartig. Das Dorf wurde von den Tày gebaut, einer ethnischen Minderheit Vietnams. Die Tày, die in dieser Gegend leben, sehen Stein als etwas Heiliges.
Koordinaten: 22° 51′ N, 106° 42′ O